# Rock N Roll McDonald's
El Rock N Roll McDonald's (41°53′34″N 87°37′54″O / 41.89278, -87.63167, antes llamado The Original Rock 'N Roll McDonald's) es uno de los locales de McDonald's más famosos en el mundo y uno de los más concurridos en los Estados Unidos. Considerado como uno de los «buques insignia» de la cadena de restaurantes, está ubicado en la octava área comunitaria de Chicago, Near North Side, en el condado de Cook (Illinois), a unas pocas manzanas al oeste de Magnificent Mile, y es una atracción turística desde que abrió sus puertas en 1983. Su restaurante tiene una capacidad máxima de unos trescientos comensales, el triple de la cifra normal en estos establecimientos, y cuenta además con una exposición sobre el rock and roll en un edificio contiguo y con un pequeño museo de McDonald's en la planta superior. El edificio posee el primer McAuto de dos carriles, una decoración relativamente de lujo, una cafetería, televisores con pantalla de plasma y un techo verde.

## Ubicación
El Rock N Roll McDonald's se encuentra en la ciudad de Chicago, en el condado de Cook, Illinois (Estados Unidos). Ocupa una manzana completa del barrio River North, del barrio Near North Side de Chicago, y delimita con West Ontario Street al norte, con West Ohio Street al sur, con North LaSalle Street al oeste y con North Clark Street al este. Está situado cerca de otros restaurantes temáticos, ocupando Clark Street desde el Hard Rock Cafe hasta el Rainforest Cafe.

## Edificio

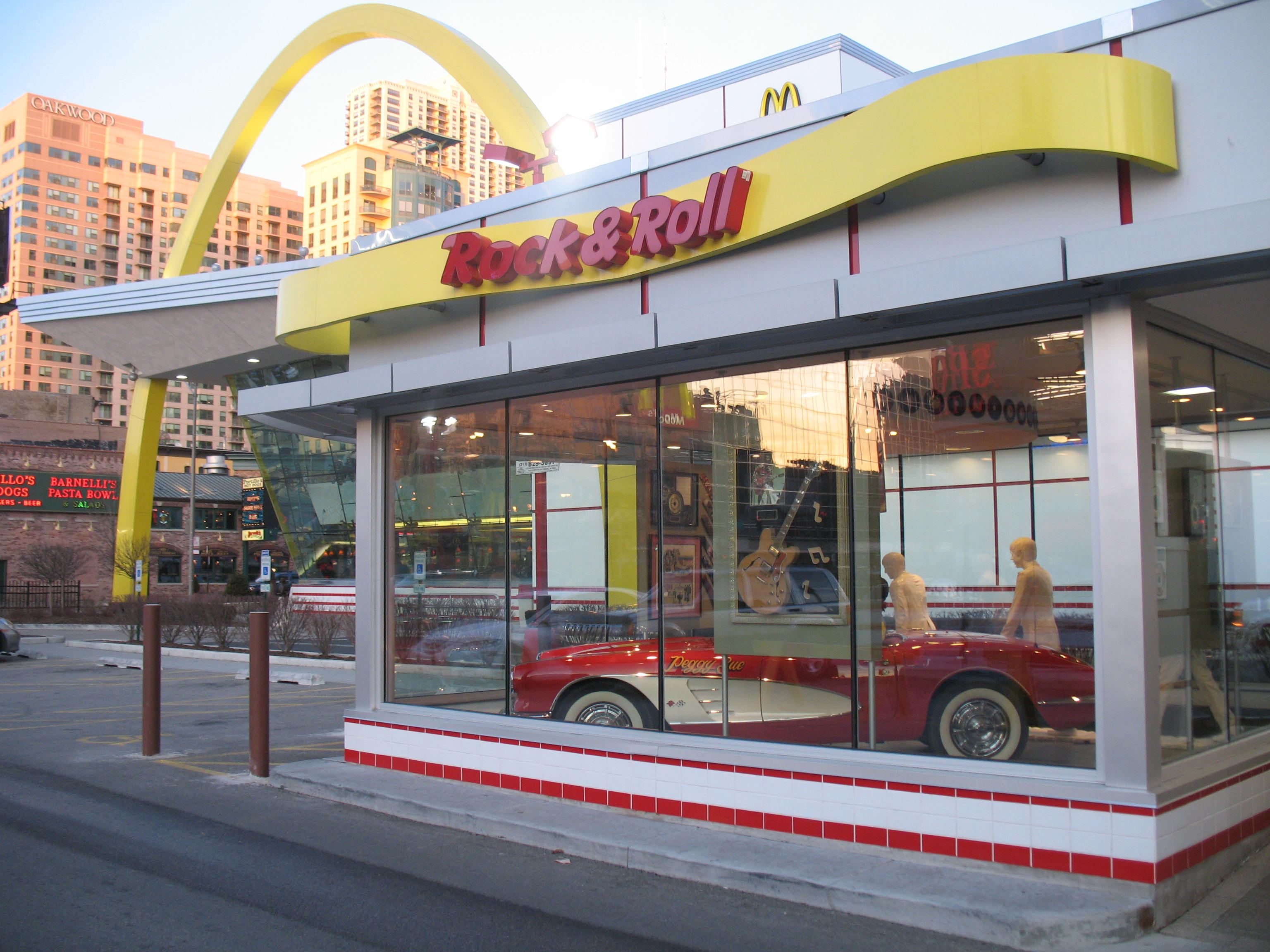
Edificio contiguo al restaurante donde se exhiben elementos relacionados con el rock and roll.

El local fue inaugurado en 1983 con una extensión de 3000 pies cuadrados, que pasaron a ser 7500 debido a la temática del rock and roll. Con la renovación del local en 2004, su extensión pasó a alcanzar los 20 000 pies cuadrados. Los elementos relacionados con el género musical fueron trasladados a una exposición en un edificio contiguo al restaurante, aunque una buena parte de ellos no fue expuesta, como los retratos de figuras del género que incluían a Jimi Hendrix, y se conservaron otros relacionados con Elvis Presley y el grupo The Beatles.